# Фирюково
Фирюково — опустевшая деревня в Чухломском муниципальном районе Костромской области. Входит в состав Повалихинского сельского поселения

## География
Находится в северной части Костромской области на расстоянии приблизительно 16 км на северо-восток по прямой от города Чухлома, административного центра района.

## История
В XVIII веке принадлежала князю В. М. Долгорукову. В 1907 году здесь было учтено 6 дворов.

## Население
Постоянное население составляло 22 человека (1897 год), 37 (1907), 2 в 2002 году (русские 100 %), 0 в 2022.